# قطعنامه ۱۱۲۴ شورای امنیت
قطعنامه ۱۱۲۴ شورای امنیت سازمان ملل متحد که در تاریخ ۳۱ جولای ۱۹۹۷ تصویب شد، سندی بین‌المللی دربارهٔ بررسی وضعیت در گرجستان است. این قطعنامه طی نشست ۳۸۰۷ام با ۱۵ رای موافق، ۰ مخالف و ۰ ممتنع تصویب شد.